# Kisjakabfalva, Baranya
Kisjakabfalva este un sat în districtul Siklós, județul Baranya, Ungaria, având o populație de 142 de locuitori (2011). 

## Demografie
Componența etnică a satului Kisjakabfalva
     Maghiari (76,97%)
     Germani (23,03%)
Componența confesională a satului Kisjakabfalva
     Romano-catolici (55,63%)
     Reformați (11,97%)
     Fără religie (3,52%)
     Necunoscută (28,87%)
Conform recensământului din 2011, satul Kisjakabfalva avea 142 de locuitori. Din punct de vedere etnic, majoritatea locuitorilor (76,97%) erau maghiari, cu o minoritate de germani (23,03%).  Din punct de vedere confesional, majoritatea locuitorilor (55,63%) erau romano-catolici, existând și minorități de reformați (11,97%) și persoane fără religie (3,52%). Pentru 28,87% din locuitori nu este cunoscută apartenența confesională.